# Ferraiolo

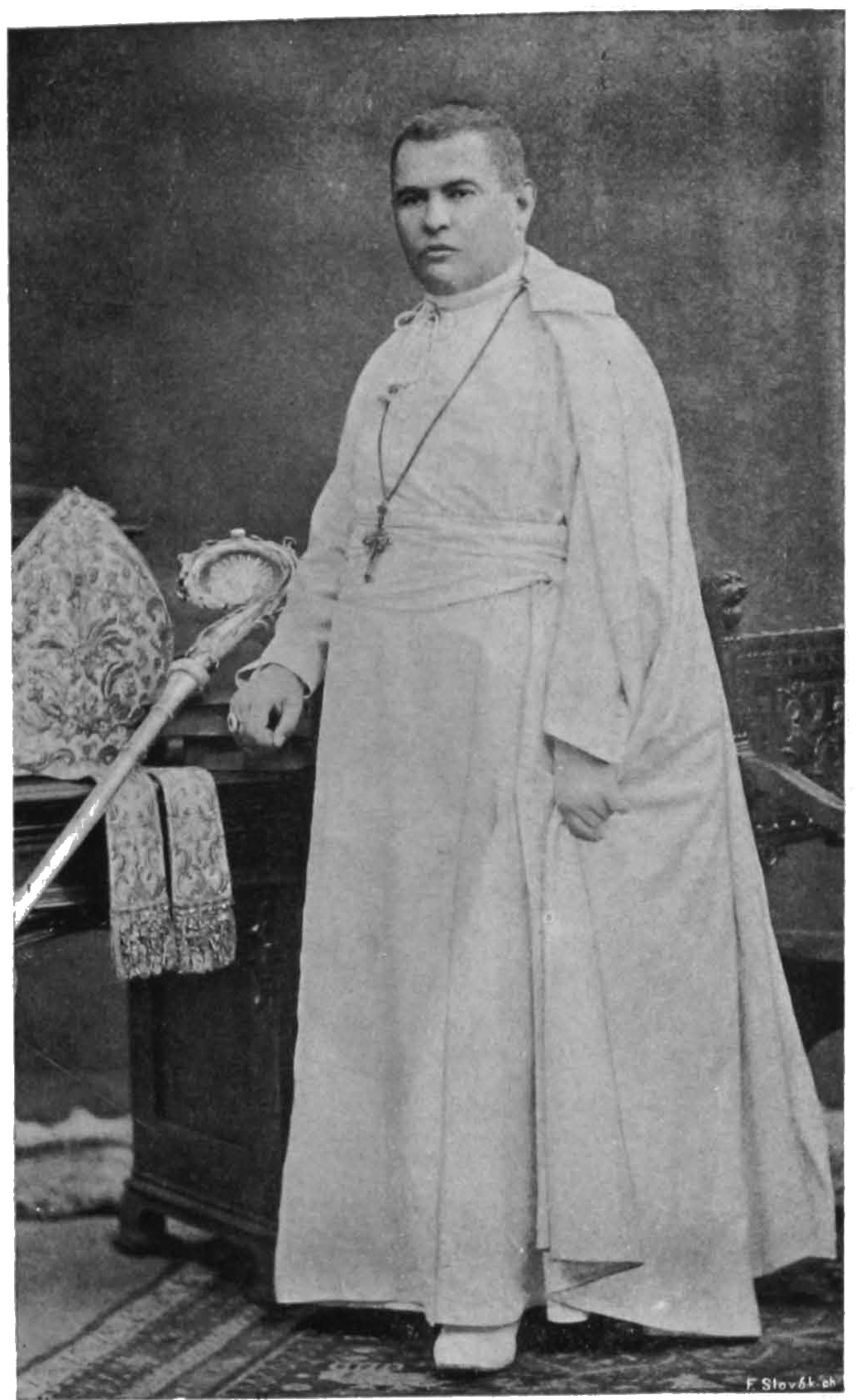
Ein Abt der Prämonstratenser mit weißem Ferraiolo, 1911

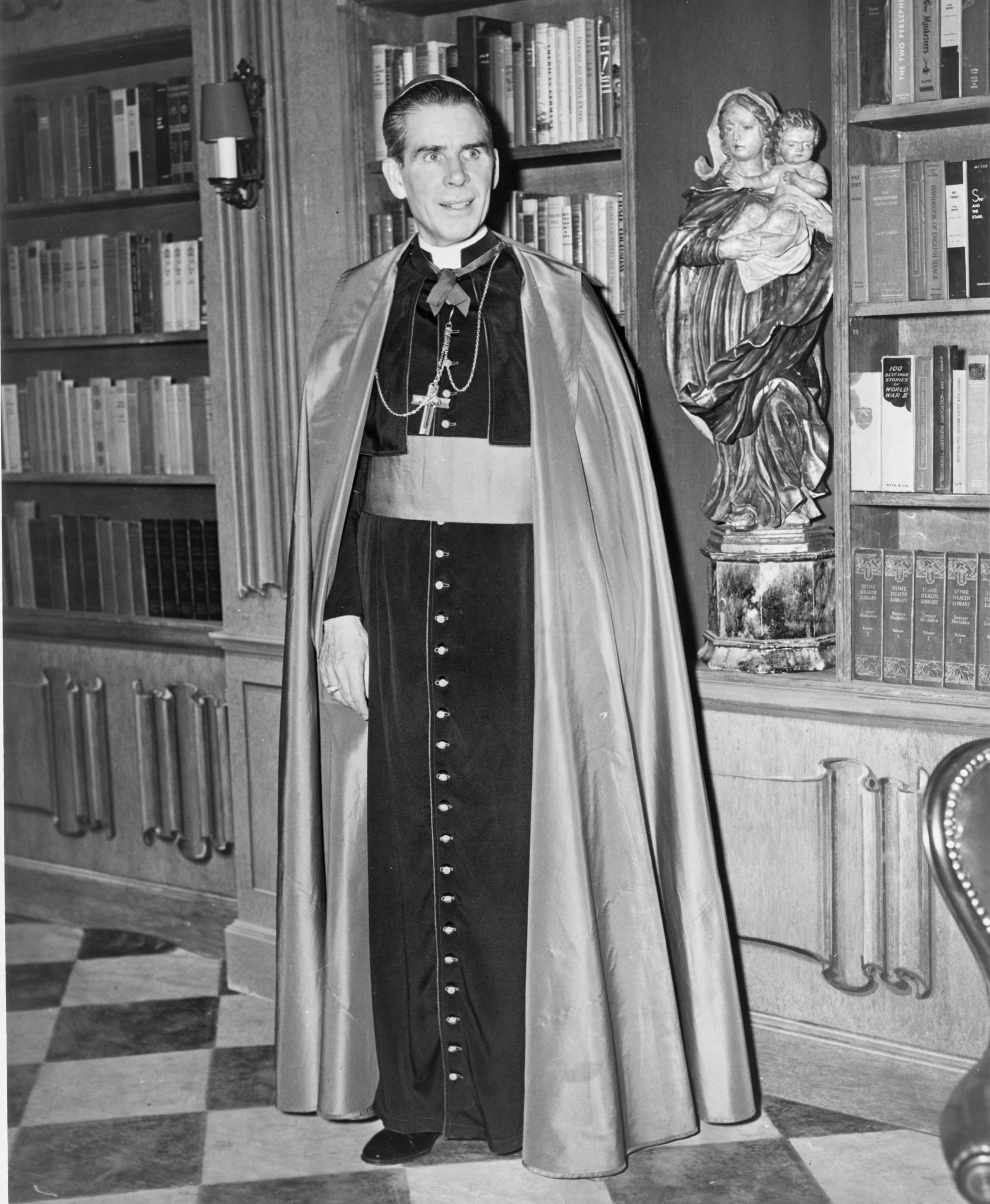
Fulton J. Sheen im Ferraiolo, 1952

Das Ferraiolo (auch ferraiuolo, ferraiolone) ist eine Art Cape, das traditionell von Klerikern der römisch-katholischen Kirche bei formellen, nicht-liturgischen Anlässen getragen wird. Es kann über die Schultern oder hinter den Schultern getragen werden, bis zu den Knöcheln reichen und wird vorne durch eine Schleife aus schmalen Stoffbändern zusammengehalten. Es trägt keine Trimmung oder Stickereien.

## Status
Die Farbe des Ferraiolo wird durch den Rang des Klerikers bestimmt. Einfache Priester tragen dabei schwarz, während Protonotare und Bischöfe violett tragen und Kardinäle scharlachrotes Moiré. Ein Ferraiolo aus Moiré kennzeichnet den Träger auch als Apostolischen Nuntius oder Angehörigen der Päpstlichen Familie. Der Papst trägt kein Ferraiolo.

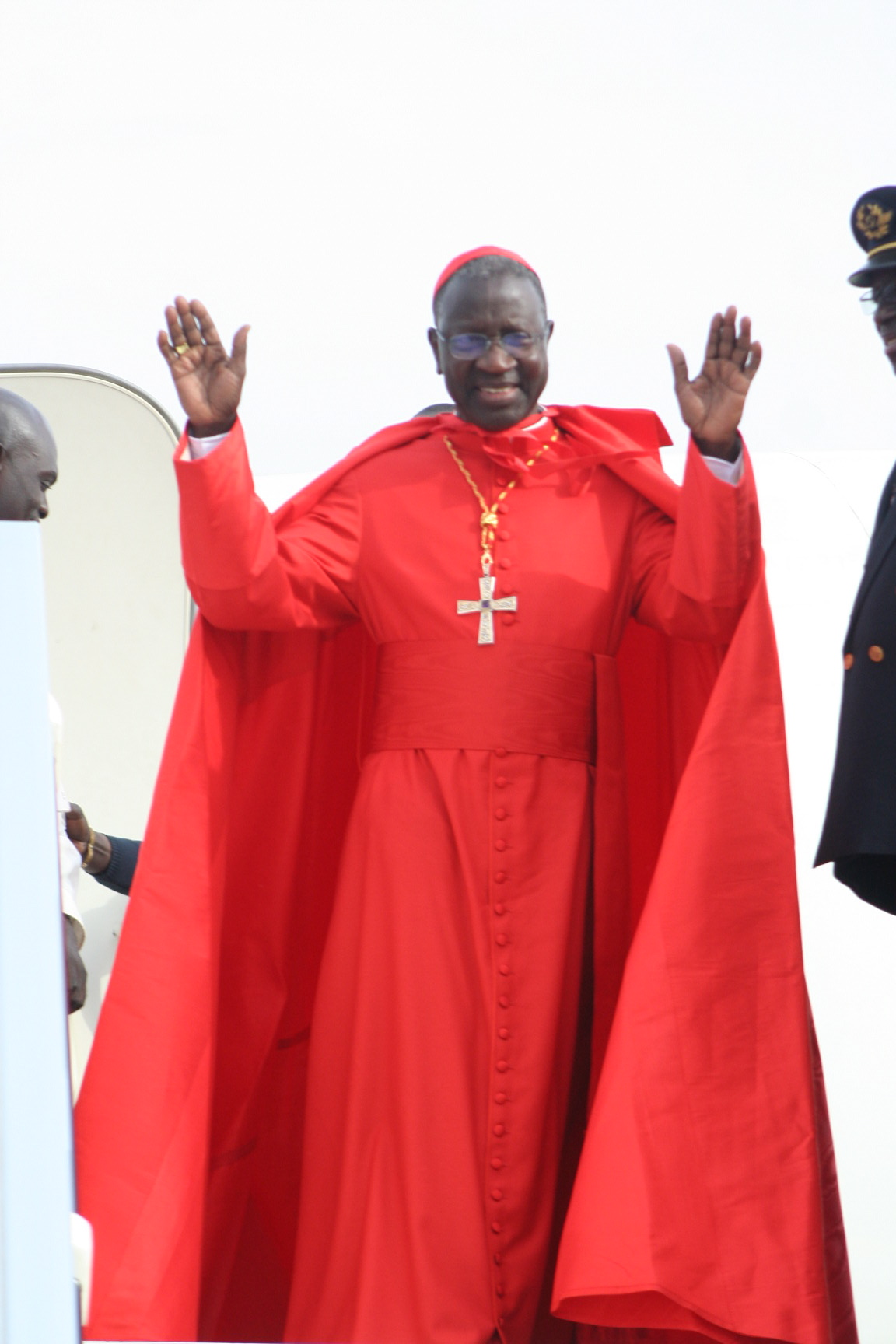
Kardinal Sarr von Dakar in seinem Ferraiolo, 2008

Darüber hinaus hat sich auch bei Prämonstratensern (Norbertinern, „white canons“), Kamaldulensern, den Trinitariern, sowie den Olivetanern und einigen weiteren Orden das Privileg erhalten, ein weißes Ferraiolo zu tragen. Bei den Prämonstratensern gehört dazu noch ein viereckiges Birett aus demselben Material. Regularkanoniker haben die Erlaubnis, ein Chorhemd und das Rochett auch bei nicht-liturgischen Anlässen zu tragen, aber ohne das Ferraiolo. Der Kanoniker der Prämonstratenser, als Priester, Diakon oder Seminarist darf das Ferraiolo, Zingulum/Schärpe mit Fransen und Birett (ohne Bommel) aus weißem Stoff tragen. Damit unterscheiden sie sich von den Säkularpriestern. Die Äbte der Prämonstratenser (Abbas regiminis und Abbas nullius) dürfen ein Ferraiolo aus Moiré sowie ein Brustkreuz und den Ring zu ihrem Habit tragen. Außerhalb des eigenen Klosters dürfen sie zu diesen Statussymbolen eine Mantelletta, jedoch ohne das Ferraiolo tragen.

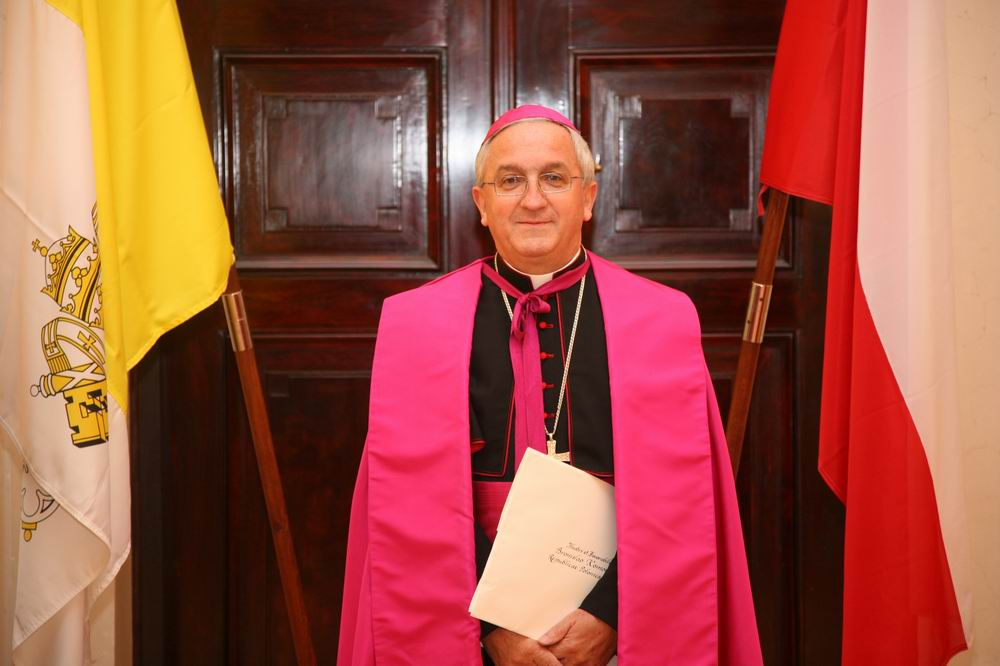
Erzbischof Celestino Migliore, Nuntius in Polen, im purpurnen Ferraiolo, 2010

## Entwicklung
Das Ferraiolo war ursprünglich ein Kleidungsstück der römischen Gesellschaft für Bürger. Es war normalerweise knielang.
Nach dem Zweiten Vatikanischen Konzil wurde eine Vereinfachung der Klerikergewänder der katholischen Kirche in drei Dokumenten veröffentlicht. Das erste ist die Instruktion des Staatssekretariats vom 31. März 1969 Ut sive sollicite, zu Kleidung, Titeln, Wappen von Kardinälen, Bischöfen und Prälaten. Die zweite ist das Rundschreiben der Kongregation für den Klerus vom 30. Oktober 1970 Per Instructionem, über die Reform der Chorkleidung. Darin werden die Vorschriften auf Kanoniker, Beneficiarii und Pastoren sowie auf alle anderen Kategorien von Klerikern ausgedehnt. Eine systematische Aufstellung der Bekleidungsformen, die auf den Vorschriften der ersten beiden Dokumente beruht und diese ergänzt, wird im neuen Caeremoniale Episcoporum behandelt. Die beste Darstellung, die auch Fälle behandelt, die in den vorgenannten Dokumenten nicht enthalten sind, gibt Nainfas Costume of Prelates of the Catholic Church (s. Literatur).